# Gare de Strasbourg-Port-du-Rhin
Gare de Strasbourg-Port-du-Rhin vasútállomás Franciaországban, Strasbourg településen.

## Vasútvonalak
Az állomást az alábbi vasútvonalak érintik:
- Strasbourg-Ville-Strasbourg-Port-du-Rhin-vasútvonal

## Kapcsolódó állomások
A vasútállomáshoz az alábbi állomások vannak a legközelebb: